# Reissa roni
Reissa roni is een vliegensoort uit de familie van de Mythicomyiidae. De wetenschappelijke naam van de soort is voor het eerst geldig gepubliceerd in 2001 door Evenhuis & Baéz in Greathead & Evenhuis.